# NGC 5269
NGC 5269 is een open sterrenhoop in het sterrenbeeld Centaur. Het hemelobject werd op 24 april 1835 ontdekt door de Britse astronoom John Herschel.

## Synoniemen
- ESO 97-SC4